# Trnovi (Velika Kladuša)
Trnovi falu Bosznia-Hercegovinában, a Bosznia-hercegovinai Föderáció Una-Szanai kantonjában. Közigazgatásilag Velika Kladušához tartozik.

## Fekvése
Bosznia-Hercegovina északnyugati részén, Bihácstól légvonalban 42, közúton 60 km-re északra, Velika Kladušától légvonalban 2, közúton 4 km-re északkeletre levő dombos, erdős vidéken fekszik. 

## Népessége
| Nemzetiségi csoport | Népesség 1991 | Népesség 2013 |
| ------------------- | ------------- | ------------- |
| Szerb               | 5             | 0             |
| Bosnyák             | 1925          | 1499          |
| Horvát              | 2             | 8             |
| Jugoszláv           | 40            | 1             |
| Egyéb               | 14            | 285           |
| Összesen            | 1986          | 1793          |

## Története
A település már a középkorban is lakott volt. Ezt igazolja a Glina mellett, a Hresno nevű helyen talált középkori erődített udvarház maradványa. A feltárt maradványok egy mintegy 25x30 méteres nagyságú területet fednek le. Az udvarházat többször is említik a történeti források. Először 1209-ben a Križanić, majd 1564-ben a Šubić család tulajdonában.
A trnovi mecsetet már a 18. század végén említik. Az idősebb lakosok még emlékeztek a fából készült mecsetre, amely rönkökből épült. A tégla mecset 1934-ben épült, fából készült minarettel. A mai mecset egy magaslaton található, amely jól látható Velika Kladušáról is. Hivatalosan 1983. június 5-én nyitották meg. Ebben a gyülekezetben a háztartások száma 500 és 600 között van. A tervben szerepel a mecset minaretjének, az alemnek és a világításnak a helyreállítása is. Az imámi szolgálatot Osman Nadarević látja el.

## Nevezetességei
- A falu mecsete 1983-ban épült, közepes méretű, méretei 13x10 méter, 30 méteres minarettel rendelkezik. 200 hívő befogadására alkalmas.[5]

- Középkori udvarház maradványai.